# Entodon giraldii
Entodon giraldii är en bladmossart som beskrevs av C. Müller 1897. Entodon giraldii ingår i släktet Entodon och familjen Entodontaceae. Inga underarter finns listade i Catalogue of Life.